# Kamonyi (distrito)
Kamonyi é um dos sete distritos da Província do Sul, no Ruanda. Sua capital é Kamonyi, chamada às vezes de Rukoma.

## Setores
Kamonyi está dividido em 12 setores (imirenge): Gacurabwenge, Karama, Kayenzi, Kayumbu, Mugina, Musambira, Ngamba, Nyamiyaga, Nyarubaka, Rugalika, Rukoma e Runda.